# 제52회 카를로비바리 국제 영화제
제52회 카를로비바리 국제 영화제는 2017년 6월 30일에 열린 시상식이다.

## 수상 및 후보

### 대상(장편)
- 리틀 크루세이더 - 바클라프 카드른카 수상

### 심사위원특별상(장편)
- 맨 돈트 크라이 - 알렌 드리예비치 수상

### 감독상(장편)
- 더 라인 - 페터 벱야크 수상

### 여우주연상(장편)
- 버즈 얼 씽잉 인 키갈리 - 요비타 버드닉 수상
- 버즈 얼 씽잉 인 키갈리 - 엘리아네 우무하예르 수상

### 남우주연상(장편)
- 어리드미아 - 알렉산드르 야트센코 수상

### 심사위원특별언급(장편)
- 킵 더 체인지 - 레이첼 이스라엘 수상
- 브레이킹 뉴스 - 보이카 올탄 수상

### 다큐멘터리상
- 아이들, 원숭이 그리고 성 한 채 - 구스타보 살메론 수상

### 심사위원특별언급(다큐멘터리)
- 아뜰리에 드 콩베르사씨옹 - 베른하르트 브라운슈타인 수상

### East of the West부문(장편)
- 하우 빅터 '더 갈릭' 툭 알렉세이 '더 스터드' 투 더 널싱 홈 - 알렉산드르 한트 수상

### East of the West부문(심사위원 특별언급)
- 데데 - 마리암 해치바니 수상

### 관객상
- 윈드 리버 - 테일러 쉐리던 수상

### 카를로비바리 상
- 바클라프 보리섹 수상

### 공식부문-경쟁
- 어리드미아 - 보리스 흘레브니코프
- 버즈 얼 씽잉 인 키갈리 - 조아나 코스-크라우제 외 1명
- 브레이킹 뉴스 - 루리아 루기나
- 더 케이크메이커 - 오피르 라울 그라이저
- 코퍼렛 - 니콜라 시롤
- 킵 더 체인지 - 레이첼 이스라엘
- 키불라 - 게오르게 오바슈빌리
- 더 라인 - 페터 벱야크
- 리틀 크루세이더 - 바클라프 카드른카
- 맨 돈트 크라이 - 알렌 드리예비치
- 모어 - 오눌 사일락
- 랄랑 로드 - 카르마 타카파

### 프록시마 경쟁
- 프리 앤 이지 - 겅준
- 주즈 - 미란샤 나이크
- 노벰버 - 라이너 사르넷
- 쏭 오브 그래니트 - 팻 콜린스

### 오픈아이즈부문
- 압센스 오브 클로스니스 - 조세프 투카
- 블루 사일런스 - 부렌트 오즈턱
- 데데 - 마리암 해치바니
- 디 엔드 오브 더 체인 - 프리트 패수케
- 폴링 - 마리나 스테판스카
- 하우 빅터 '더 갈릭' 툭 알렉세이 '더 스터드' 투 더 널싱 홈 - 알렉산드르 한트
- 더 맨 후 룩스 라이크 미 - 카트린 마이미크 외 1명
- 마리타 - 크리스티 이프티메
- 니나 - 유라이 레호츠키
- 폼메그래네이트 오처드 - 일가 나자프
- 더 스톤 - 오르한 에스키코이
- 언원티드 - 에돈 리즈바놀리

### 수평선부문
- 어나더 뉴스 스토리 - 올반 월레스
- 아뜰리에 드 콩베르사씨옹 - 베른하르트 브라운슈타인
- 비포 썸머 엔즈 - 마리암 구르마그타이
- 어 캠페인 오브 데어 오운 - 리오넬 루프
- 랜드 오브 더 프리 - 카밀라 마기드
- 아이들, 원숭이 그리고 성 한 채 - 구스타보 살메론
- 어 메모리 인 카키 - 알포즈 탄조우르
- 마이 라이프 윗아웃 에어 - 보야나 부르나치
- 타잔스 테스티클스 - 알렉산드루 솔로몬
- 디스 이즈 낫 미 - 미로 레모
- 더 화이트 월드 어코딩 투 달리보렉 - 비트 클루삭

### 독립영화 포럼부문- 알란 루돌프 헌정
- 매혹당한 사람들 - 소피아 코폴라
- 아 챰브라 - 조나스 카피그나노
- 그 후 - 홍상수
- 라몽 두블레 - 프랑소와 오종
- 패밀리 라이프 - 크리스티안 히메네즈 외 1명
- 럭키 - 세르지오 카스텔리토
- 굿 타임 - 베니 사프디
- 해피 앤드 - 미카엘 하네케
- 하우 투 토크 투 걸스 앳 파티스 - 존 카메론 미첼
- 인 더 페이드 - 파티 아킨
- 주피터스 문 - 코르넬 문드럭초
- 브라이트 썬샤인 인 - 클레어 드니
- 우리를 구하소서 - 페레리카 디 자아코모
- 마칼라 - 엠마누엘 그라스
- 어 맨 오브 인터그리티 - 모함마드 라술로프
- 산 - 아미르 나데리
- 준느 팜므 - 레오노르 세라이예
- 마이 해피 패밀리 - 나나 에크브티미슈빌리 외 1명
- 더 나일 힐튼 인시던트 - 타릭 살레
- 디 아더 사이드 오브 호프 - 아키 카우리스마키
- 퀴트 스테어링 앳 마이 플레이트 - 하나 주식
- 아름다운 날들 - 론 쉐르픽
- 야생지대 - 아마트 에스칼란테
- 언타이틀드 - 미카엘 글라보거 외 1명
- 베스턴 - 발레스카 그리스바흐
- 휘트니: 캔 아이 비 미 - 닉 브룸필드 외 1명
- 여자의 일생 - 스테판 브리제

### Inventura FF 부문
- 애니멀즈(영어판) - 그렉 지글린스키
- 콜럼버스 - 코고나다
- 우등시민 - 마리아노 콘 외 1명
- 갓스 오운 컨트리 - 프란시스 리
- 힐 더 리빙 - 카텔 퀼레베레
- 사랑의 노예 - 벤 영
- 로스트 인 파리 - 도미니크 아벨 외 1명
- 메리크리스마스 미스터 모 - 임대형
- 스트로베리 데이즈 - 빅토르 에릭슨
- 혁명을 하려던 삶의 절반은 무덤에 묻혀버렸다 - 마티우 L. 데니스 외 1명

### 프라하 단편영화제 부문
- 베이비 드라이버 - 에드가 라이트
- 어 다크 송 - 리암 개빈
- 더블 데이트 - 벤자민 바풋
- 미트볼 머신: 고도쿠 - 니시무라 요시히로
- 터미네이터 2 - 제임스 카메론
- 47 미터 - 요하네스 로버츠

### 벨기에 영화 초점
- 다디아 - 비부산 바스넷 외 1명
- 샤스 로얄 - 리즈 아코카 외 1명
- 인 더 이어 오브 몽키 - 레가스 바누테자
- 레드 라이트 - 토마 바샤로브
- 후즈 후 인 마이콜로지 - 마리 드보라코바

### 신작부문 - 유망작
- 에이프릴스 도터 - 미셸 프랑코
- 아라비아 - 알폰소 우쇼아 외 1명
- 아우스터리츠 - 세르히 로즈니차
- 아홀로틀 오버킬 - 헬레네 헤게만
- 센토 - 악탄 압디칼리코프
- 씨티 오브 더 썬 - 라티 오넬리
- 라 파밀리아 - 구스타보 론돈 코도바
- 프릭 쇼 - 트루디 스타일러
- 쟈네트, 더 차일드후드 오브 조앤 오브 아크 - 브루노 뒤몽
- 킹덤스 - 펠라요 리라
- 라스트 오브 어스 - 알라 에딘 슬림
- 메나쉬 - 조슈아 Z. 웨인스타인
- 더 미스앤드리스츠 - 브루스 라 브루스
- 더 낫띵 팩토리 - 페드로 피뇨
- 로스 페로스 - 마르셀라 세이드
- 풀사이드맨 - 와타나베 히로부미
- 퀄리티 타임 - 단 바커
- 레퀴엠 포 미세스 J - 보얀 불레티치
- 스톡홀름, 마이 러브 - 마크 코신스
- 하얀 태양 - 디팍 라우니야르

### 자유의 20년
- 랜드 앤 프리덤 - 켄 로치
- 커피 인 베를린 - 쟌 올 거스터
- 달콤한 열여섯 - 켄 로치
- 신경쇠약 직전의 여자 - 페드로 알모도바르

### 버라이어티지 선정 유럽 감독 10선
- 컨택트 - 드니 빌뇌브
- 더 빅 식 - 마이클 쇼월터
- 어 고스트 스토리 - 데이빗 로워리
- 그로우룸 - 안디 페후
- 아이 앰 히스 레저 - 데릭 머레이 외 1명
- 후 원츠 투 킬 제시? - 바클라프 보리섹
- 윈드 리버 - 테일러 쉐리던

### Seven Close Encounters
- 블루 라군 - 랜달 크레이저
- 거울 - 안드레이 타르코프스키
- 수색자 - 존 포드
- 살인에 관한 짧은 필름 - 크쥐시토프 키에슬로프스키
- 벌집의 정령 - 빅토르 에리세
- WR 유기체의 신비 - 두샨 마카베예프

### 보더라인 필름: 최초 10년
- 안제이 바이다: 액션! - 마치예 추스케 외 3명
- 재와 다이아몬드 - 안제이 바이다
- 더 배들리-드로운 헨 - 이리 브르데카
- 데이빗 린치 더 아트 라이프 - 존 구옌 외 2명
- 돈 지오 - 미할 카반 외 1명
- 더 페이스 - 이리 브르데카
- 더 포레스터스 쏭 - 이리 브르데카
- 프렌치 시네마 스토리 - 베르트랑 타베르니에
- 레몬에이드 죠 - 올드리치 립스키
- 러브 앤 더 제플린 - 이리 브르데카
- 메타모피어스 - 이리 브르데카
- 더 마이너스 로즈 - 이리 브르데카
- 프린스 메데네츠 시크릿 체임버 - 이리 브르데카
- 리벤지 - 이리 브르데카
- 중심가의 상점 - 얀 카다
- 더 신스 오브 러브 - 카렐 라마치
- 집으로 데려다 주오 - 압바스 키아로스타미
- 데얼 워스 원스 어 밀러 온 더 리버 - 이리 브르데카
- 키아로스타미와 함께 한 76분 15초 - 세이폴라 사마디안
- 78/52 - 알렉상드르 오 필립

### 체코 영화
- 어센트 - 피오나 탄
- 버닝 마운틴스 댓 스퓨 플레임 - 엘레나 히론
- 엑스트라폴레이트 - 조한 레프마
- 퍼디 더디 - 지그프리트 A. 프루하우
- 해브 유 씬 마이 무비? - 폴 안톤 스미스
- 임패신저 - 벤 포인테커
- 킵 댓 드림 버닝 - 라이너 콜베르거
- 더 로스트 오브젝트 - 세바스찬 디아즈 모라레스
- 솜닐로퀴에스 - 베레나 파라벨 외 1명
- 스피라 미라빌스 - 마시모 다놀피 외 1명
- 우스 - 벤 리버스
- 왓 해픈스 투 더 마운틴 - 크리스틴 터너
- 우먼 앤 더 글레이셔 - 아우드리어스 스토니스
- 월드 윗아웃 엔드 (노 리포티드 인씨덴츠) - 젬 코엔

### 레바논 영화
- 블랙 케이크 - 요하나 슈바르초바
- 체르베나 - 올가 소메로바
- 디 엔드 - 이리 볼레크
- 필시 - 테레자 느보토바
- 더 굿 플럼버 - 토마스 보렐
- 그린 홀스 러슬러스 - 단 블로다르치크
- 하우 클로즈 투 잇 아이 앰 - 바츨라브 헤르지나
- 아이스 마더 - 보단 슬라마
- 리틀 하버 - 이베타 그로포타
- 양말 먹보 휴고 - 갈리나 미클리노바
- 아웃 - 죄르지 크리슈토프
- 어 프로미넌트 페이션트 - 줄리우스 세브식
- 스푸어 - 아그네츠카 홀란드

### 제리 샤츠버그 헌정
- 오이즈루, 종이학 오센 - 미조구치 겐지
- 미조구치 겐지: 더 라이프 오브 어 필름 디렉터 - 신도 카네토
- 오하루의 일생 - 미조구치 겐지
- 오유우님 - 미조구치 겐지
- 내 사랑은 불탄다 - 미조구치 겐지
- 신 헤이케 이야기 - 미조구치 겐지
- 오사카 엘레지 - 미조구치 겐지
- 산쇼다유 - 미조구치 겐지
- 적선지대 - 미조구치 겐지
- 마지막 국화 이야기 - 미조구치 겐지
- 우게쯔 이야기 - 미조구치 겐지

### 피플 넥스트 도어
- 애프터 더 리유니온 - 커시카 사리
- 아뜰리에 - 엘사 마리아 야콥스도티아
- 아틀란티스, 2003 - 미할 블라스코
- 본스 포 오토 - 마테이 루카치-그룬베르그
- 크롭츠담의 인사 - 요렌 몰터르
- 임프리즌드 - 다미안 본드라셰크
- 류블랴나 - 뮌헨 15:27 - 카타리나 모라노
- 세븐 어쿼드 섹스 씬스. 파트 원 - 리에네 린데
- 스쿨야드 블루스 - 마리아 에릭슨-헤트
- 웨이팅 포 아나 - 지오르지 무카드제

### 메이드 인 텍사스
- 블라인드 - 에실 보그트
- 블라인드 러브스 - 유라이 레호츠키
- 이매진 - 안제이 자키모프스키
- 여인의 향기 - 마틴 브레스트
- 디 언씬 - 미로슬라브 자넥
- 그의 시선 - 다니엘 리베이로
- 사랑에 대해 이야기할 때 말하지 않는 것들 - 몰리 수리아